# Eoin O'Duffy
Eoin O'Duffy (en irlandés: Eoin Ó Dubhthaigh; Monaghan, 20 de octubre de 1892 - Dublín, 30 de noviembre de 1944) fue un político y militar irlandés, quien se desempeñó como Teachta Dála (TD) (jefe de mando del Ejército Republicano Irlandés), el segundo comisionado de la Garda Síochána, Presidente del Consejo Olímpico Irlandés, líder de los blueshirts y posteriormente el primer líder del Fine Gael (1933-1934), antes de dirigir la Brigada Irlandesa que luchó en el bando sublevado durante la guerra civil española. En una ocasión se autoproclamó "el tercer hombre más importante de Europa" tras Adolf Hitler y Benito Mussolini.

## Primeros años
Eoin O'Duffy nació en 1892 con el nombre de Owen O'Duffy en Lough Egish, cerca de Castleblayney, Monaghan. O'Duffy estudió ingeniería en Wexford, antes de trabajar como ingeniero y arquitecto en Monaghan. En 1919 se convirtió en agente de subastas. Fue el líder de la Asociación de Atletas Gaélicos en el Úlster durante la década de 1910. Un espacio ferial en Clones, en el condado de Monaghan, lleva su nombre.

## Guerra de la Independencia de Irlanda
En 1917, Eoin O'Duffy se unió al IRA y participó activamente en la guerra de Independencia irlandesa. En febrero de 1920, junto con Ernie O'Malley, participó en la primera captura de un cuartel policial en Ballytrain, en Monaghan. Fue encarcelado en varias ocasiones pero se convirtió en comandante del IRA en 1921. En mayo de ese mismo año se convirtió en Teachta Dála del Sinn Féin por Monaghan.
En marzo de 1921 fue nombrado comandante de la 2.ª división del IRA en el norte de Irlanda. Tras la tregua con los británicos en julio de 1921 fue enviado a Belfast. Tras los sucesos del Domingo sangriento de Belfast, se le encargó negociar con los británicos para mantener la tregua y defender las zonas católicas de los ataques protestantes.
En enero de 1922 se convirtió en jefe de mando del IRA, sustituyendo a Richard Mulcahy. Eoin O'Duffy se convirtió así en el general más joven de Europa, hasta que Francisco Franco fue ascendido a ese rango.

## General del Ejército y laGarda Síochána
En 1921 apoyó el Tratado Anglo-Irlandés. Sirvió como general en el Ejército irlandés en la guerra civil irlandesa y fue una de las principales figuras de la estrategia del Estado Libre de Irlanda en su ofensiva contra las fuerzas británicas. En julio de 1922 consiguió tomar con éxito la ciudad de Limerick, antes de ser contenido en la Batalla de Killmallock al sur de la ciudad. Las enemistades que adquirió durante la guerra civil acompañarían a Eoin O'Duffy a lo largo de toda su carrera política.
Tras la fase inicial de la guerra, Eoin O'Duffy se convirtió en comisionado de la Garda Síochána (la Policía irlandesa), cuando el Estado Libre de Irlanda fue establecido en 1922. Esta institución pervive hasta nuestros días, siendo el equivalente a la Policía Nacional en España.
Tras las elecciones generales de 1933, el presidente Éamon de Valera cesó a O'Duffy de su puesto de comisionado. En el Dáil Éireann, De Valera explicaba las razones del cese, alegando las pasadas afiliaciones políticas de O'Duffy. Sin embargo, la verdadera razón parece haber sido que en 1932 el Gobierno irlandés descubrió que Eoin O'Duffy había sido uno de los partidarios de dar un golpe de Estado en lugar de entregar el poder a la administración del Fianna Fáil. O'Duffy se negó a aceptar ninguna otra posición de rango similar a la de comisionado en la administración pública.
Entre 1931 y 1932 fue Presidente del Consejo Olímpico Irlandés.

## Líder de los Camisas Azules (blueshirts) y acercamiento al fascismo

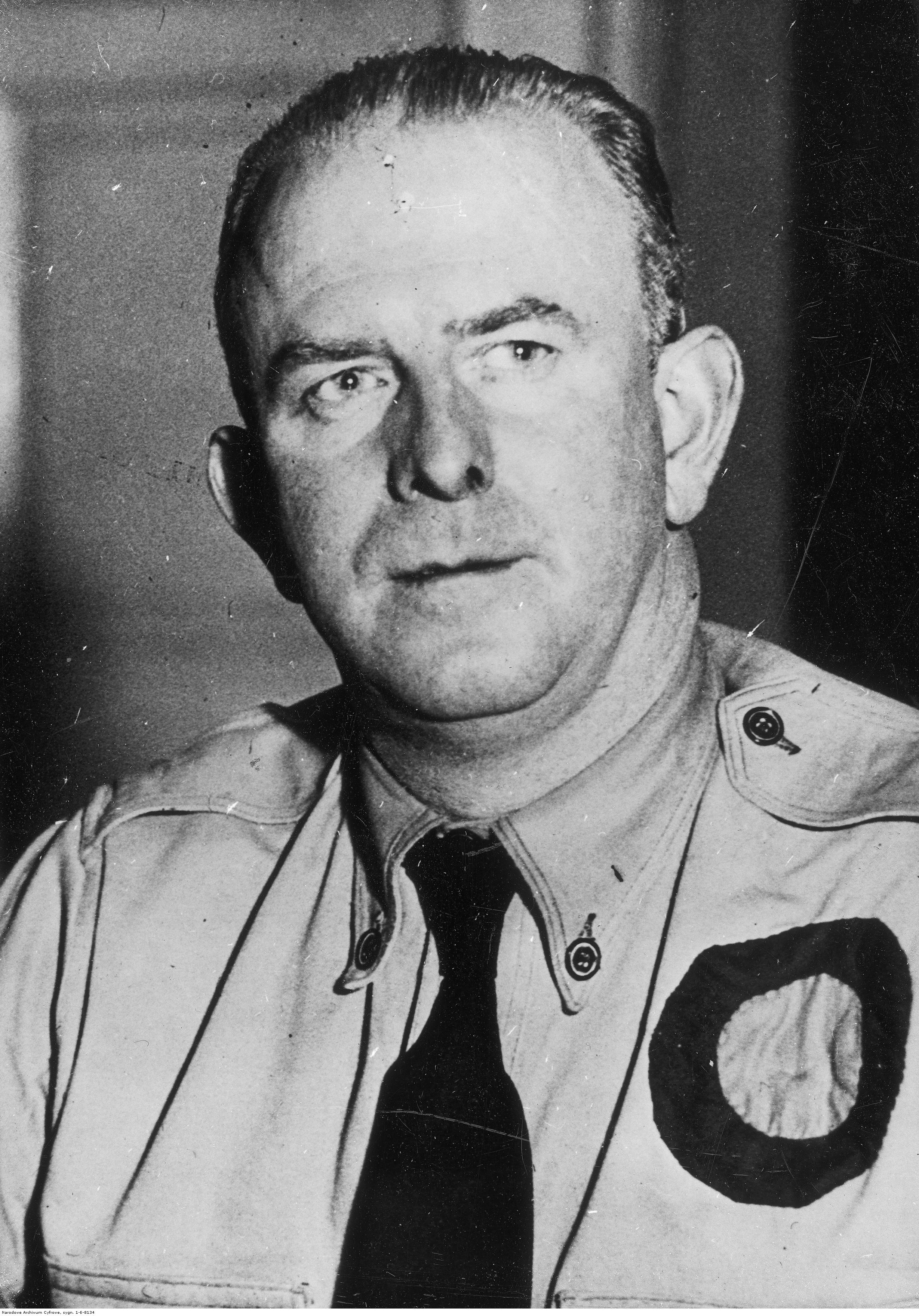
O'Duffy hacia 1934 con el uniforme de los Camisas Azules.

En julio de 1933, Eoin O'Duffy se convirtió en líder de la Asociación de Camaradas del Ejército, que había sido creada para proteger las reuniones públicas del Cumann na nGaedhael, objeto de boicot bajo el eslogan No hay libertad de palabra para los traidores por parte del IRA tras las elecciones. O'Duffy y varios elementos conservadores del Estado Libre de Irlanda comenzaron a acercarse al fascismo, que durante esta época se extendía por Europa. Inmediatamente, cambió el nombre de este nuevo movimiento al de Guardia Nacional. Eoin O'Duffy admiraba al líder italiano Benito Mussolini y su organización adoptó símbolos genéricos del fascismo europeo, como el saludo romano con el brazo en alto y extendido o un uniforme de camisa azul. No pasó mucho tiempo antes de que sus seguidores fueran conocidos como Camisas Azules (blueshirts).
En agosto de 1933 los Camisas Azules planearon un desfile en Dublín para homenajear a los líderes republicanos Michael Collins y Arthur Griffith, que habían muerto 11 años antes. Fue una clara imitación de la Marcha sobre Roma de Mussolini, y así fue considerada a pesar de que los Camisas Azules lo negaban. Éamon de Valera temía que los Camisas Azules aprovecharan la ocasión para dar un golpe de Estado y el desfile fue prohibido.
En septiembre del mismo año, los Camisas Azules fueron ilegalizados. Para evitar esta prohibición el movimiento adoptó un nuevo nombre, en esta ocasión haciéndose llamar League of Young Ireland (Liga de la Joven Irlanda). O'Duffy y varios de sus hombres aparecieron en la Conferencia Fascista Internacional de 1934 celebrada en la localidad suiza de Montreux, donde se mostró en contra del antisemitismo.

## Fine Gael
En septiembre de 1933 el Cumann na nGaedhael y el movimiento de los blueshirts se unieron para formar el Fine Gael, que actualmente es uno de los dos principales partidos de la República de Irlanda. O'Duffy, aunque ya no era Teachta Dála, se convirtió en su primer líder, junto con William Thomas Cosgrave como portavoz parlamentario. La Guardia Nacional, ahora rebautizada como Asociación de la Joven Irlanda, fue transformada de un grupo paramilitar ilegal en un ala militante del partido político. Sin embargo, sus reuniones a menudo fueron boicoteadas y atacadas por simpatizantes y miembros del IRA. Eoin O'Duffy demostró ser un líder débil (era un militar y no político, y a nivel personal era un hombre de gran temperamento). En septiembre de 1934 dimitió repentinamente como líder del Fine Gael. Con el tiempo, sus opiniones extremistas y su falta de tacto se convirtieron en motivo de bochorno para su partido. Abandonó el FG para formar el Partido Nacional Corporativo.

## Voluntario franquista en España
El Movimiento de los Camisas Azules también había comenzado a desintegrarse tras la dimisión de su líder, hasta el punto de que en 1935 la organización había dejado de existir. En junio de 1935 O'Duffy formó el Partido Nacional Corporativo, de ideología fascista y en 1936 organizó una Brigada Irlandesa para luchar a favor del general Franco en la guerra civil española. A pesar de la oposición del Gobierno irlandés, que impuso una multa de 500 libras a quienes participaran en el conflicto, 700 de los seguidores de O'Duffy viajaron a España para luchar en el bando franquista (otros 250 irlandeses, en gran parte veteranos de la guerra civil irlandesa, se unieron al bando de los republicanos en la Columna Connolly). Los seguidores de O'Duffy apenas participaron en operaciones militares en España y su papel fue principalmente simbólico. El general Franco terminó enviando a los voluntarios irlandeses de vuelta a su país en junio de 1937.

## Retiro y muerte
O'Duffy regresó de España cansado y decepcionado. Se retiró por completo de la política, aparte de un breve contacto con el nacional-socialismo. Se cree que se reunió con varios miembros del IRA y de la embajada alemana en Dublín durante el verano de 1939. En el verano de 1943 volvió a la embajada con una oferta para organizar una Legión de Voluntarios Irlandeses que se incorporase al Frente Oriental durante la Segunda Guerra Mundial. O'Duffy declaró al embajador alemán que su oferta era un deseo de salvar a Europa del bolchevismo. Pidió que le fuera enviado un avión para viajar a Alemania y emprender las negociaciones necesarias en Berlín. La oferta no fue tomada en serio. En estos momentos su salud había comenzado a deteriorarse seriamente y murió el 30 de noviembre de 1944, con 52 años. El Gobierno irlandés le ofreció un funeral de Estado. Tras una misa de réquiem en la catedral de St. Mary fue enterrado en el cementerio de Glasnevin.

## Libros
A su regreso de la guerra civil española, Eoin O'Duffy escribió un libro sobre sus impresiones personales en España.
- Crusade in Spain (1938)